# ユーボストリコセラス
ユーボストリコセラス（学名：Eubostrychoceras）は、後期白亜紀のチューロニアン期からカンパニアン期にかけて生息していた異常巻きアンモナイトの属。北太平洋地域やヨーロッパおよび南極大陸から化石が産出している。バネに似た開いた螺旋状の殻を持つことを特徴とする。

## 特徴
ユーボストリコセラスはノストセラス科に属するアンモナイトの属である。螺環上に突起が発達しないことを特徴として、Eubostrychoceras indopacificumをタイプ種として松本達郎が1967年に記載・命名した。属名のうち "Eubostrycho" は「太めの巻き髪」を意味し、"ceras"はアンモナイトの学名に広く用いられる「角」を意味する接尾語である。種によって殻の巻きに差異があるものの、成年殻はヘリコイド状に巻く。タイプ種である E. indopacificum では不明であるものの、幼年殻の形態はE. muramotoiのようにシャフト状をなすものと、E. japanicumのように巻いているものに大別される。
ユーボストリコセラスの分布域は広く、インド、南極大陸、日本、スペイン、ロシア（樺太およびカムチャツカ半島）、アメリカ合衆国（アラスカ州および西部）、カナダ（バンクーバー島）、ドイツ、マダガスカルで化石が発見されている。

## 類縁関係
日本の代表的な異常巻きアンモナイトであるニッポニテスは、殻修飾や螺環の巻き方および成長初期段階の形態から本属に起源を持つことが示唆されている。例えば、また、ニッポニテスの持つ単肋や強肋および幅広の肋はユーボストリコセラスに共通する。ユーボストリコセラスとニッポニテスの差異は3次元的な構造と、鋸歯状肋および周期的な二重肋がユーボストリコセラスに存在しないことのみである。ニッポニテスは巻きの方向性が生涯を通じて変化する一方、ユーボストリコセラスは中年殻以降一貫してヘリコイド型に巻いて殻を構築する。
また、ニッポニテスの他にスカラリテスもチューロニアン期においてユーボストリコセラスから派生した属と推測されている。加えて同属内における種間の祖先-子孫関係も示唆されており、スカラリテスやニッポニテスに枝分かれした後もカンパニアン期までユーボストリコセラスの系統は生き延びていたことが判明している。

## 種

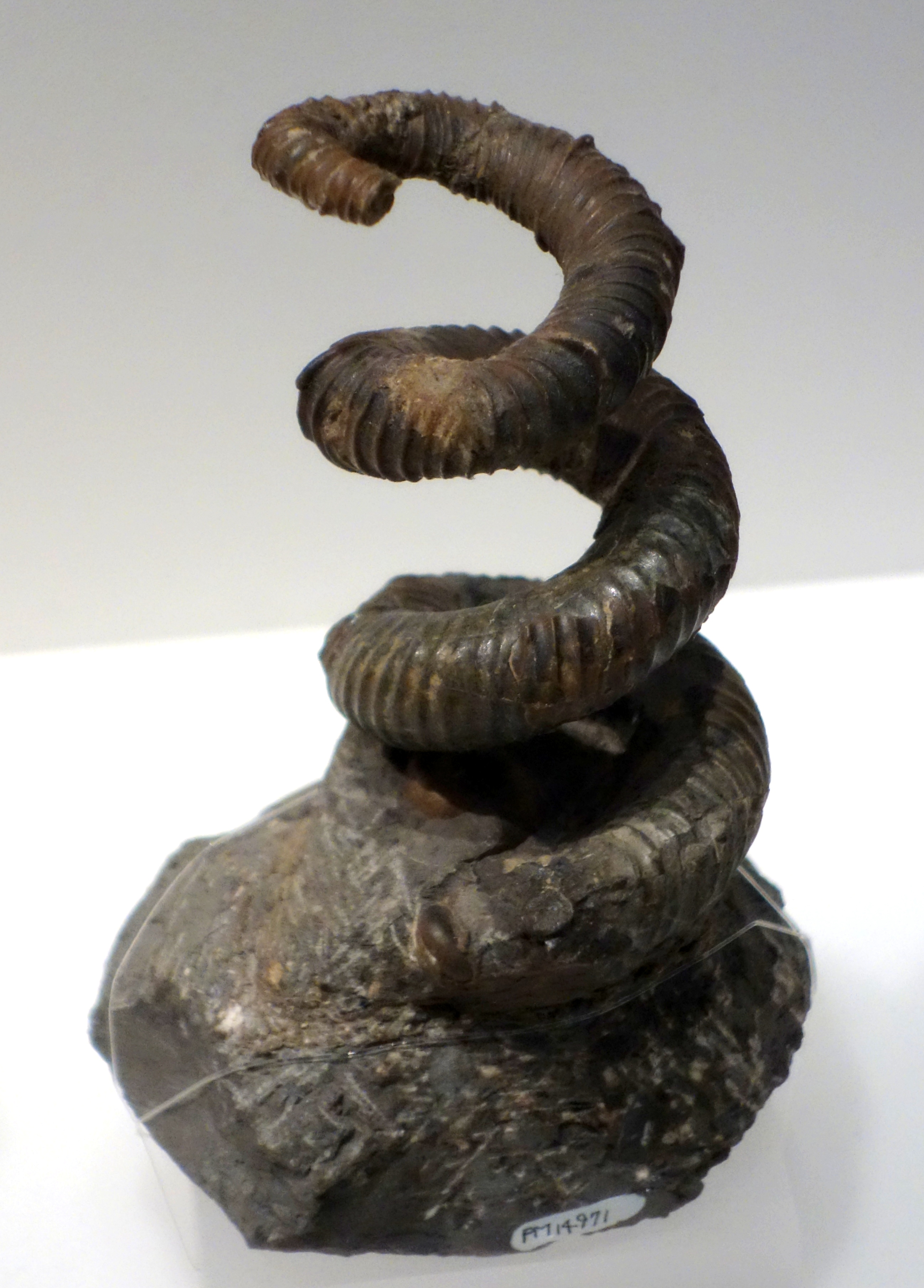
E. japonicum

E. densicostatum
サントニアン期頃の種。北海道三笠市で産出した化石をホロタイプとし、松本達郎が1977年に記載した。他には断片的な標本しか知られていなかったものの、1991年には小畠郁生ほかが稚内市産の本種の化石2標本を記載し、ホロタイプでは失われていた開口部の高さと幅から、本属の中でも最大の殻を持つことを指摘している。
E. elongatum
前期カンパニアン期の種。カナダのバンクーバー島に分布するナナイモ層群でよく知られるほか、アメリカ合衆国ワシントン州のオーカス島やカリフォルニア州のチコ層、マダガスカルの下部カンパニアン階で報告されている。日本では和歌山県の屋城層中井原シルト岩部層で多産する。このことから、北西太平洋と北東太平洋の動物相が類似していること、および本種が幅広く北太平洋に分布していたことが示唆される。
本種は右巻きと左巻きの二型の存在が示唆されているが、その意義は明確ではない。鳥屋城層では下位の層準から産出する個体の大多数を左巻き個体が占め、上位の層準では右巻きの個体の割合が増大する。バンクーバー島やオーカス島の産出固体はその比率がほぼ等しいことから性的二型の可能性が棄却されておらず、層序を反映した日本での実情およびその解釈とは一致しない。
E. indopacificum
コニアシアン期の種。タイプ種である。日本では北海道や福島県から産出しているほか、インドやマダガスカルからの産出が報告されている。幼年殻の成長パターンは不明。
E. japonicum
チューロニアン期の種。化石は北海道や樺太のほか、アラスカ州で報告されている。チューロニアン期末にあたる約8980万年前を境に絶滅したと考えられていたが、約620万年後のE. valdelaxumやその祖先の可能性があるE. otsukaiは本種の子孫の可能性があり、何らかの形で子孫を残していたと推測される。
成年殻の巻きの向きに拘わらず、幼年殻は特に右巻きのものが多い。幼年殻の段階で正常巻きのものに近い開いた螺旋構造を取っており、後述するE. matsumotoiやE. muramotoiとは成長パターンを異とする。初期の幼年殻には肋が存在せず表面が滑らかであるが、成長につれて等間隔に並ぶ単肋が出現し、やがて強肋が高頻度で発達するようになる。保存の良い標本の殻修飾には条線部と平滑部が認められ、これはポリプチコセラスのものに類似する。
E. matsumotoi
折り畳まれたシャフト状の幼年殻の後、その周囲を取り巻くように成年殻が湾曲して螺旋を描いて成長する種。後述のE. muramotoiと同様の成長パターンを辿る。
E. muramotoi
コニアシアン期の種。螺環同士が接して巻くことが特徴である。幼年殻は折り畳まれた2本のシャフトからなるが、中年殻の起始点で急なカーブを描いた後、成年殻は捻じれながらシャフトを取り巻くように螺旋塔状に伸びて巻貝型をなす。かつては水中で中立浮遊する生活を送っていたと考えられていたが、これは幼年殻を1本のシャフトのみで構成したモデルから導かれた議論であった。幼年殻の構造を更新した理論形態シミュレーションからは、幼年殻の構造がポリプチコセラスのものに類似することから、底生生活を送っていたことが示唆されている。
E. otsukai
サントニアン期の種。アメリカ合衆国カリフォルニア州で化石が報告されているが、岡本(1989)はこの化石について疑わしいとしている。日本では北海道三笠市から化石が産出しているものの、報告数が少なく、同属他種との類縁関係は不明である。ユーボストリコセラス属としての同定自体を疑う研究者もいる。
1977年に松本達郎は本種の殻修飾について乱れがあることを指摘したが、これが本種の特徴であるかは不明とみなした。2022年に相場大祐は三笠市立博物館紀要論文にて、タイプ標本の発見地とその付近で産出したユーボストリコセラスの化石を本種のものとして同定した。本種の殻修飾としては肋の分岐や挿入および中断が見られており、これが本種の殻修飾の特徴として判断されている。これらの形態を本種の形質とみなすことで、これまで伝統的に本種とされたアフリカ大陸産の標本は別種のものであると考えられ、またE. otsukaiが類似する殻修飾を持つE. valdelaxumの祖先にあたる可能性も示唆される。
なお本種はユーボストリコセラス属においてカラストンビの化石が報告されている唯一の種でもある。
E. saxonicum
チューロニアン期の種。ドイツから化石が産出しており、殻の大きさと層序に基づいて二型の存在が報告されている。幼年殻の構造はE. matsumotoiやE. muramotoiと同様に、折り畳まれた2本のシャフト部からなる。
E. valdelaxum
前期カンパニアン期の種。北海道の羽幌町と三笠市から標本が産出しており、羽幌町の標本をホロタイプとして記載された。螺旋が緩く、他種と比較して長く引き伸ばされたような外観を持つことを特徴に持つ。E. japonicumと殻表面の肋や螺環拡大率が類似しており、E. japonicumの子孫にあたることが示唆される。三笠市立博物館の紀要論文によると、さらに両種の間の種としてE. otsukaiがいた可能性があり、北西太平洋地域で独自の進化を辿った可能性がある。
また、小型ながら成熟を示唆する個体と大型ながら成熟を示唆しない個体が確認されていることから、成熟サイズの異なる二型の存在が示唆されている。